# 春日井市立岩成台中学校
春日井市立岩成台中学校（かすがいしりついわなりだいちゅうがっこう）は、愛知県春日井市にある市立の中学校。2020年4月時点で春日井市内における最も新しい中学校である。高蔵寺ニュータウン内にあり、春日井市立岩成台西小学校に隣接する。

## 概要
校区は春日井市立岩成台小学校と春日井市立岩成台西小学校の校区である岩成台全域と高座台五丁目、白山町（しらやまちょう）北部である。

## 校訓・校章

### 校訓
誠実　壮健　友愛

### 校章
どっしりとした風格を見せる黒のモチーフが、岩成の二文字の下に配置されている。これは、熊笹をペンの形でデザインしたものである。かつて岩成台中学校の周辺には熊笹が生い茂ったといわれており、地中にしっかりと根を張り、風雪に決して負けることなく、しだいに仲間を増やしていく熊笹の姿に、岩中生への期待が込められている。

## 校歌
作詞は藤山台小学校初代校長の、伊藤浩。作曲は小櫻秀爾。

## 部活動
- サッカー部
- テニス部(男子)
- ハンドボール部(男子、女子)
- バドミントン部(全国大会出場経験あり)(男子、女子)
- バレーボール部(女子)
- バスケットボール部(全国大会出場経験あり)(女子)
- 剣道部
- 美術部
- 吹奏楽部

## 学校付近
- ファミリーマート
- 春日井市立岩成台西小学校
- 春日井市立岩成台小学校

## 著名な出身者
- 児野楓香 - プロサッカー選手[1]。
- 富永啓生 - バスケットボール日本代表。
- 松村亜矢子 - 元アーティスティックスイミング選手。大学教員。